# Bác Ái (huyện)
Bác Ái là một huyện miền núi nằm ở phía tây bắc tỉnh Ninh Thuận, Việt Nam.

## Địa lý
Huyện Bác Ái nằm ở phía tây bắc của tỉnh Ninh Thuận, có vị trí địa lý: 
- Phía đông giáp huyện Thuận Bắc và thành phố Cam Ranh, tỉnh Khánh Hòa
- Phía tây giáp huyện Lạc Dương và huyện Đơn Dương thuộc tỉnh Lâm Đồng
- Phía nam giáp huyện Ninh Sơn, huyện Ninh Hải và thành phố Phan Rang – Tháp Chàm
- Phía bắc giáp huyện Khánh Sơn và huyện Khánh Vĩnh thuộc tỉnh Khánh Hòa.

Huyện có diện tích 1.027,22 km², dân số năm 2019 là 30.598 người, mật độ dân số đạt 30 người/km².
Đây cũng là địa phương có tuyến Đường cao tốc Cam Lâm – Vĩnh Hảo đi qua.

## Hành chính
Huyện Bác Ái có 9 đơn vị hành chính cấp xã trực thuộc, bao gồm 9 xã: Phước Bình, Phước Chính, Phước Đại (huyện lỵ), Phước Hòa, Phước Tân, Phước Tiến, Phước Thành, Phước Thắng và Phước Trung.

## Lịch sử
Bác Ái là huyện miền núi phía tây bắc của tỉnh Ninh Thuận, được thành lập vào tháng 10/1950 và về sau, huyện lại được sáp nhập vào huyện Ninh Sơn.
Ngày 6 tháng 11 năm 2000, Chính phủ ban hành Nghị định 65/2000/NĐ-CP. Theo đó, tách 9 xã: Phước Bình, Phước Đại, Phước Chính, Phước Hòa, Phước Tân, Phước Thắng, Phước Thành, Phước Tiến và Phước Trung thuộc huyện Ninh Sơn để tái lập huyện Bác Ái.
Sau khi tái lập, huyện có 103.090,18 ha diện tích tự nhiên và 29.835 người với 9 xã trực thuộc.
Ngày 21 tháng 9 năm 2007, Chính phủ ban hành Nghị định 147/2007/NĐ-CP về việc:
- Giải thể xã Phước Thắng, địa bàn sáp nhập vào các xã Phước Thành và Phước Đại
- Thành lập xã Phước Thắng (mới) trên cơ sở điều chỉnh một phần diện tích, dân số của các xã Phước Chính, xã Phước Tiến và toàn bộ dân số của xã Phước Thắng cũ.

Huyện Bác Ái có 9 xã trực thuộc như hiện nay.

## Kinh tế - xã hội

### Kinh tế
Là huyện khó khăn nhất của tỉnh. 9/9 xã đều thuộc diện đặc biệt khó khăn (với 95% là dân tộc thiểu số). GRDP bình quân đầu người năm 2020 đạt 17,2 triệu đồng/người/năm.
Tỉ lệ hộ nghèo 29,25% vào năm 2020.
Đến 2025, huyện đặt mục tiêu tốc độ tăng trưởng 12%/năm. Tổng giá trị sản xuất đạt 2.576 tỷ đồng (giá so sánh năm 2010). GRDP bình quân đầu người đạt 30 triệu đồng/người/năm.

### Xã hội

#### Giáo dục
Các trường tiểu học và trung học trên địa bàn:
- Trường TH Phước Bình A ở thôn Gia É, xã Phước Bình
- Trường TH Phước Bình B ở thôn Hành Rạc I, xã Phước Bình
- Trường TH Phước Bình C ở thôn Bạc Rây II, xã Phước Bình
- Trường TH Phước Chính ở thôn Suối Rớ, xã Phước Chính
- Trường TH Phước Đại A ở thôn Tà Lú I, xã Phước Đại
- Trường TH Phước Đại B ở thôn Ma Hoa, xã Phước Đại
- Trường TH Phước Hòa ở thôn Chà Panh, xã Phước Hòa
- Trường TH Phước Tiến A ở thôn Trà Co 2, xã Phước Tiến
- Trường TH Phước Tiến B ở thôn Suối Rua, xã Phước Tiến
- Trường TH Phước Tân ở thôn Ma Ty, xã Phước Tân
- Trường TH Phước Thành A ở thôn Ma Nai, xã Phước Thành
- Trường TH Phước Thành B ở thôn Đá Ba Cái, xã Phước Thành
- Trường TH Phước Thắng ở thôn Trà Đung, xã Phước Thắng
- Trường TH Phước Trung A ở thôn Rã Trên, xã Phước Trung
- Trường THCS Đinh Bộ Lĩnh ở thôn Gia É, xã Phước Bình
- Trường THCS Nguyễn Huệ ở thôn Ma Nai, xã Phước Thành
- Trường THCS Phước Bình A ở thôn Gia É, xã Phước Bình
- Trường THCS Phước Đại ở thôn Tà Lú I, xã Phước Đại
- Trường THCS Phước Hòa ở thôn Chà Panh, xã Phước Hòa
- Trường THCS ở thôn Trà Đung, xã Phước Thắng
- Trường PT Dân tộc Bán trú - THCS Ngô Quyền ở thôn Trà Co II, xã Phước Tiến
- Trường THCS Phước Trung ở thôn Rã Giữa, xã Phước Trung
- Trường THCS Trần Phú ở thôn Tà Lú I, xã Phước Đại
- Trường THPT Bác Ái ở thôn Tà Lú I, xã Phước Đại.

## Du lịch
- Vườn quốc gia Phước Bình